# Атсу, Кристиан
Кри́стиан Атсу́ Тва́сам (фр. Christian Atsu Twasam; 10 января 1992, Ада — не ранее 6 февраля 2023 и не позднее 18 февраля 2023, Антакья) — ганский футболист, полузащитник. Выступал за сборную Ганы. Участник чемпионата мира 2014 года.
Погиб в феврале 2023 года в провинции Хатай в результате землетрясения в Турции и Сирии на 32-м году жизни.

## Клубная карьера

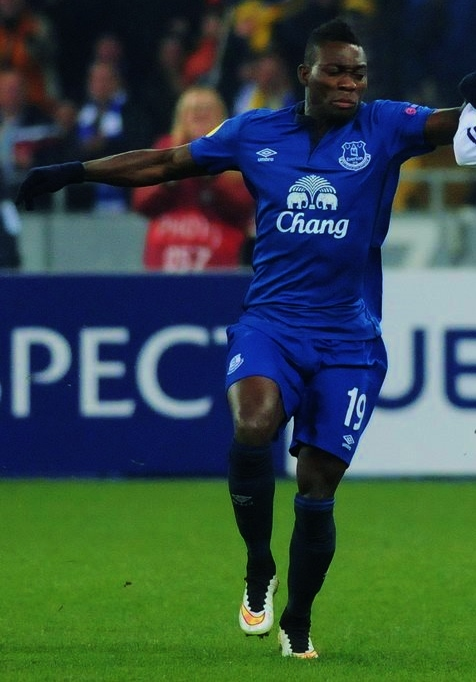
Атсу в составе «Эвертона»

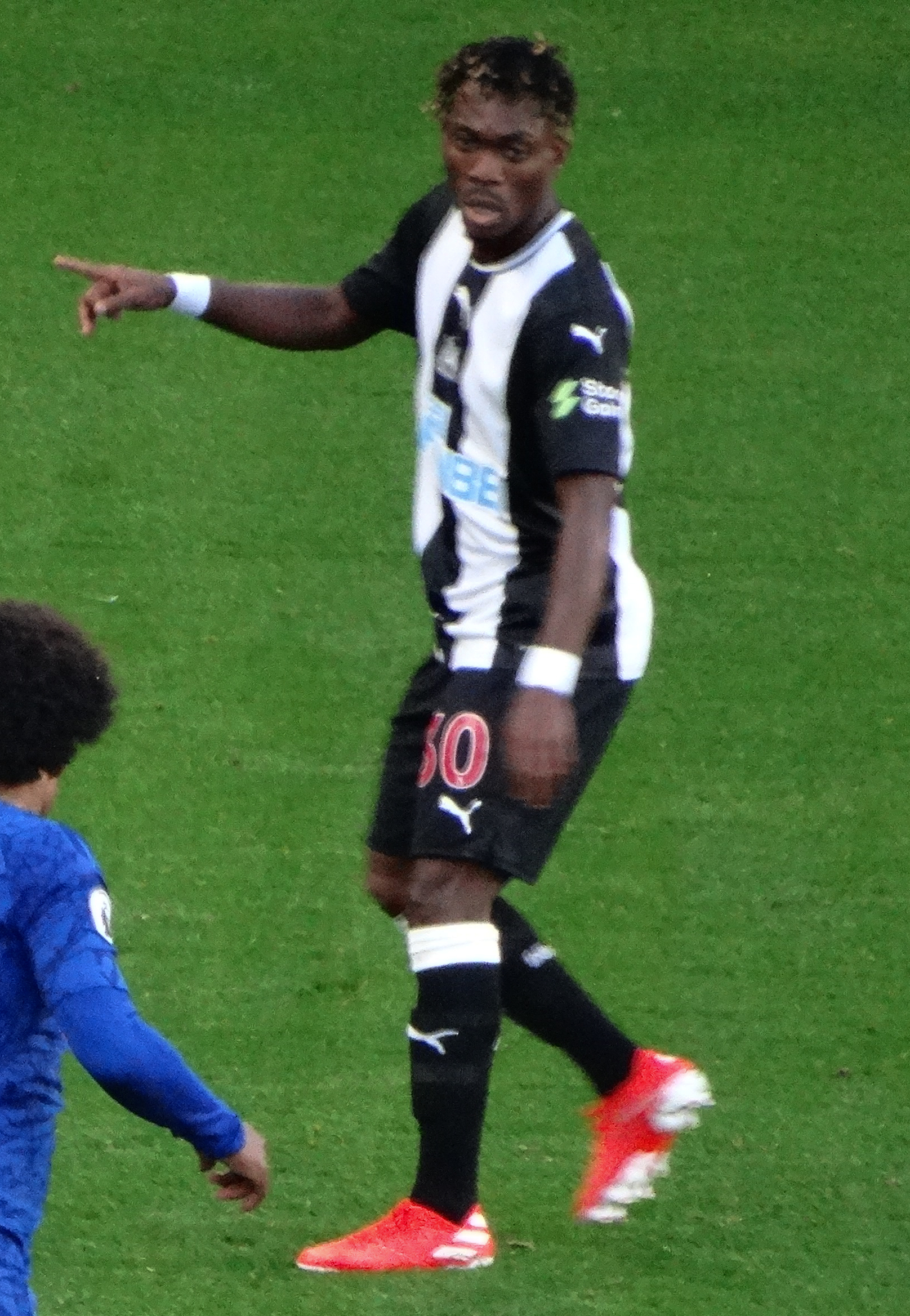
Атсу в составе «Ньюкасл Юнайтед»

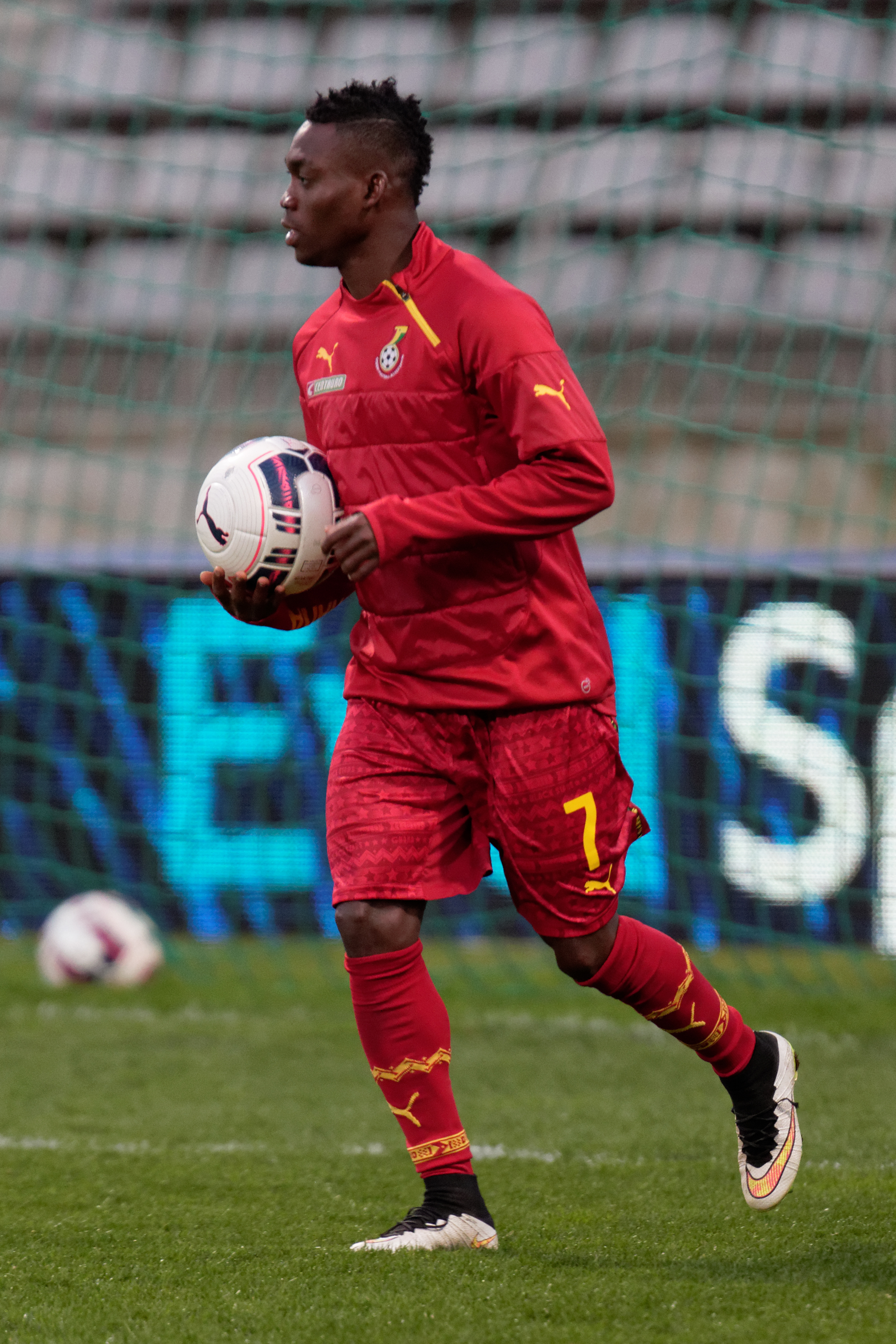
Атсу в составе сборной Ганы

В возрасте 17 лет Кристиан поступил в футбольною академию «Порту». 14 мая 2011 года тренер «драконов» Андре Виллаш-Боаш включает Атсу в заявку на матч против «Маритиму», но в результате полузащитник остаётся на скамейке запасных. В 2011 году «Порту» отдаёт Атсу в годовую аренду в клуб «Риу Аве» для получения игровой практики. 28 августа 2011 года в поединке против «Ольяненсе» Кристиан дебютирует в новом клубе. 16 декабря в поединке против «Бенфики» полузащитник забивает свой первый гол за «Риу Аве». В сезоне 2011/12 года Кристиан принял участие 27 матчах и отличился 6 раз. По окончании арендного соглашения Атсу вернулся в «Порту». 19 августа 2012 года в матче против «Жил Висенте» Атсу дебютировал за «драконов» в чемпионате Португалии.
Летом 2013 года Кристиан перешёл в «Челси» и сразу же был отдан в аренду в нидерландский «Витесс». 6 октября в матче против «Фейеноорда» дебютировал в Эредивизи. 9 ноября в поединке против «Утрехта» Атсу забил свой первый гол за новую команду.
После окончания сезона Кристиан вновь отправился в аренду — в «Эвертон». Дебютировал 23 августа 2014 года в матче против лондонского «Арсенала».
25 мая 2015 года Атсу перешёл в клуб Премьер-лиги «Борнмут» на правах аренды сроком на один сезон. 25 августа дебютировал за клуб, выйдя в основном составе на матч 2-го квалификационного раунда Кубка Футбольной лиги против «Хартлпул Юнайтед» (4:0) и отметившись голевой передачей.
В начале 2016 года Кристиан присоединился к испанской «Малаге» на правах аренды. 5 февраля в матче против «Хетафе» он дебютировал в Ла Лиге. В этом же поединке Кристиан забил свой первый гол за «Малагу». Летом 2016 года на правах аренды отправился в «Ньюкасл Юнайтед». 13 сентября в матче против «Куинз Парк Рейнджерс» он дебютировал за новую команду, заменив во втором тайме Йоана Гуффрана. 1 октября в поединке против «Ротерем Юнайтед» Кристиан забил свой первый гол за «Ньюкасл Юнайтед». По итогам сезона Атсу помог команде вернуться в элиту. В мае 2017 года «сороки» выкупили его трансфер у «Челси» за 7,5 млн евро, подписав с игроком контракт на четыре года.
Летом 2021 года Атсу перешёл в саудовский «Аль-Раед». В матче против «Аль-Иттифак» он дебютировал в саудовской Про-лиге. Летом 2022 года Атсу подписал контракт на 1 год с турецким «Хатайспором». 15 октября в матче против «Фатих Карагюмрюк» он дебютировал в турецкой Суперлиге. 5 февраля 2023 года в поединке против «Касымпаши» Кристиан забил свой первый и последний гол за «Хатайспор».

## Карьера в сборной
1 июня 2012 года в матче отборочного раунда чемпионата мира 2014 против сборной Лесото Атсу дебютировал в сборной Ганы. В этом же поединке забил свой первый гол за сборную. В январе 2013 года был включен в заявку сборной на поездку на Кубок африканских наций 2013. На турнире Атсу сыграл в матчах против сборных Нигера, ДР Конго, Кабо-Верде, Буркина-Фасо и дважды Мали. В матче против Нигера Атсу забил гол.
В 2014 году Кристиан поехал вместе с национальной сборной в Бразилию на чемпионат мира. На турнире сыграл в против команд Германии, США и Португалии.
В 2015 году Атсу во второй раз принял участие в Кубке Африки в Экваториальной Гвинее. На турнире сыграл в матчах против сборных Сенегала, Алжира, ЮАР, Экваториальной Гвинеи, Кот-д’Ивуара и Гвинеи. В поединке против гвинейцев сделал «дубль» и помог команде завоевать серебряные медали.
В 2017 году Атсу в третий раз поехал на Кубок Африки в Габон. На турнире сыграл в матчах против команд ДР Конго, Камеруна, сборной Буркина-Фасо, Уганды, Мали и Египта.
В 2019 году Атсу в четвёртый раз попал в заявку на участие в Кубке Африки в Египте. На турнире он сыграл в матчах против сборных Бенина и Камеруна.

## Гибель
5 февраля 2023 года Атсу забил победный гол в компенсированное время за турецкий «Хатайспор» в матче против «Касымпаши» в чемпионате страны; на следующий день пропал без вести под завалами в результате землетрясения в Турции. Сообщалось, что Кристиан был найден живым, но информация была опровергнута. 18 февраля агент игрока Мурат Узунмехмет сообщил, что смерть игрока официально подтверждена.
За несколько часов до трагедии футболист мог улететь во Францию, однако решил остаться в Турции, чтобы отпраздновать победу с игроками «Хатайспора».

## Статистика выступлений

### Клубная статистика
| Выступление      | Выступление      | Выступление      | Лига | Лига | Кубок страны | Кубок страны | Кубок лиги | Кубок лиги | Еврокубки | Еврокубки | Прочие | Прочие | Итого | Итого |
| Клуб             | Лига             | Сезон            | Игры | Голы | Игры         | Голы         | Игры       | Голы       | Игры      | Голы      | Игры   | Голы   | Игры  | Голы  |
| ---------------- | ---------------- | ---------------- | ---- | ---- | ------------ | ------------ | ---------- | ---------- | --------- | --------- | ------ | ------ | ----- | ----- |
| Риу Аве          | Примейра         | 2011/12          | 27   | 6    | 1            | 0            | 2          | 0          | —         | —         | —      | —      | 30    | 6     |
| Риу Аве          | Итого            | Итого            | 27   | 6    | 1            | 0            | 2          | 0          | —         | —         | —      | —      | 30    | 6     |
| Порту            | Примейра         | 2012/13          | 17   | 1    | 3            | 0            | 1          | 0          | 8         | 0         | —      | —      | 29    | 1     |
| Порту            | Итого            | Итого            | 17   | 1    | 3            | 0            | 1          | 0          | 8         | 0         | —      | —      | 29    | 1     |
| Витесс           | Эредивизи        | 2013/14          | 26   | 5    | 2            | 0            | —          | —          | —         | —         | 2      | 0      | 30    | 5     |
| Витесс           | Итого            | Итого            | 26   | 5    | 2            | 0            | —          | —          | —         | —         | 2      | 0      | 30    | 5     |
| Эвертон          | Премьер-лига     | 2014/15          | 5    | 0    | 0            | 0            | 1          | 0          | 7         | 0         | —      | —      | 13    | 0     |
| Эвертон          | Итого            | Итого            | 5    | 0    | 0            | 0            | 1          | 0          | 7         | 0         | —      | —      | 13    | 0     |
| Борнмут          | Премьер-лига     | 2015/16          | 0    | 0    | 0            | 0            | 2          | 0          | —         | —         | —      | —      | 2     | 0     |
| Борнмут          | Итого            | Итого            | 0    | 0    | 0            | 0            | 2          | 0          | —         | —         | —      | —      | 2     | 0     |
| Малага           | Примера          | 2015/16          | 12   | 2    | 0            | 0            | —          | —          | —         | —         | —      | —      | 12    | 2     |
| Малага           | Итого            | Итого            | 12   | 2    | 0            | 0            | —          | —          | —         | —         | —      | —      | 12    | 2     |
| Ньюкасл Юнайтед  | Чемпионшип       | 2016/17          | 32   | 5    | 0            | 0            | 3          | 0          | —         | —         | —      | —      | 35    | 5     |
| Ньюкасл Юнайтед  | Премьер-лига     | 2017/18          | 28   | 2    | 1            | 0            | 0          | 0          | —         | —         | —      | —      | 29    | 2     |
| Ньюкасл Юнайтед  | Премьер-лига     | 2018/19          | 28   | 1    | 3            | 0            | 1          | 0          | —         | —         | —      | —      | 32    | 1     |
| Ньюкасл Юнайтед  | Премьер-лига     | 2019/20          | 19   | 0    | 4            | 0            | 1          | 0          | —         | —         | —      | —      | 24    | 0     |
| Ньюкасл Юнайтед  | Премьер-лига     | 2020/21          | 0    | 0    | 0            | 0            | 1          | 0          | —         | —         | —      | —      | 1     | 0     |
| Ньюкасл Юнайтед  | Итого            | Итого            | 107  | 8    | 8            | 0            | 6          | 0          | —         | —         | —      | —      | 121   | 8     |
| Аль-Раед         | Про-лига         | 2021/22          | 8    | 0    | 0            | 0            | —          | —          | —         | —         | —      | —      | 8     | 0     |
| Аль-Раед         | Итого            | Итого            | 8    | 0    | 0            | 0            | —          | —          | —         | —         | —      | —      | 8     | 0     |
| Хатайспор        | Суперлига        | 2022/23          | 3    | 1    | 1            | 0            | —          | —          | —         | —         | —      | —      | 4     | 1     |
| Хатайспор        | Итого            | Итого            | 3    | 1    | 1            | 0            | —          | —          | —         | —         | —      | —      | 4     | 1     |
| Всего за карьеру | Всего за карьеру | Всего за карьеру | 205  | 23   | 15           | 0            | 12         | 0          | 15        | 0         | 2      | 0      | 249   | 23    |

### Международная статистика
| Сборная          | Сезон            | Товарищеские | Товарищеские | Турниры | Турниры | Всего | Всего |
| Сборная          | Сезон            | Игры         | Голы         | Игры    | Голы    | Игры  | Голы  |
| ---------------- | ---------------- | ------------ | ------------ | ------- | ------- | ----- | ----- |
| Гана             | 2012             | 3            | 0            | 4       | 2       | 7     | 2     |
| Гана             | 2013             | 4            | 0            | 9       | 3       | 13    | 3     |
| Гана             | 2014             | 3            | 1            | 8       | 1       | 11    | 2     |
| Гана             | 2015             | 3            | 0            | 7       | 2       | 10    | 2     |
| Гана             | 2016             | 1            | 1            | 3       | 1       | 4     | 2     |
| Всего за карьеру | Всего за карьеру | 14           | 2            | 31      | 8       | 45    | 10    |

### Матчи и голы за сборную
| Матчи и голы Кристиана Атсу за сборную Ганы | Матчи и голы Кристиана Атсу за сборную Ганы | Матчи и голы Кристиана Атсу за сборную Ганы | Матчи и голы Кристиана Атсу за сборную Ганы | Матчи и голы Кристиана Атсу за сборную Ганы | Матчи и голы Кристиана Атсу за сборную Ганы |
| №                                           | Дата                                        | Оппонент                                    | Счёт                                        | Голы Атсу                                   | Соревнование                                |
| ------------------------------------------- | ------------------------------------------- | ------------------------------------------- | ------------------------------------------- | ------------------------------------------- | ------------------------------------------- |
| 1                                           | 1 июня 2012                                 | Лесото                                      | 7:0                                         | 1                                           | Отборочные матчи ЧМ-2014                    |
| 2                                           | 9 июня 2012                                 | Замбия                                      | 0:1                                         | —                                           | Отборочные матчи ЧМ-2014                    |
| 3                                           | 15 августа 2012                             | Китай                                       | 1:1                                         | —                                           | Товарищеский матч                           |
| 4                                           | 8 сентября 2012                             | Малави                                      | 2:0                                         | 1                                           | Отборочные матчи КАН-2013                   |
| 5                                           | 11 сентября 2012                            | Либерия                                     | 0:2                                         | —                                           | Товарищеский матч                           |
| 6                                           | 13 октября 2012                             | Малави                                      | 1:0                                         | —                                           | Отборочные матчи КАН-2013                   |
| 7                                           | 14 ноября 2012                              | Кабо-Верде                                  | 1:0                                         | —                                           | Товарищеский матч                           |
| 8                                           | 10 января 2013                              | Египет                                      | 3:0                                         | —                                           | Товарищеский матч                           |
| 9                                           | 13 января 2013                              | Тунис                                       | 4:2                                         | —                                           | Товарищеский матч                           |
| 10                                          | 20 января 2013                              | ДР Конго                                    | 2:2                                         | —                                           | Финальные матчи КАН-2013                    |
| 11                                          | 24 января 2013                              | Мали                                        | 1:0                                         | —                                           | Финальные матчи КАН-2013                    |
| 12                                          | 28 января 2013                              | Нигер                                       | 3:0                                         | 1                                           | Финальные матчи КАН-2013                    |
| 13                                          | 2 февраля 2013                              | Кабо-Верде                                  | 2:0                                         | —                                           | Финальные матчи КАН-2013                    |
| 14                                          | 6 февраля 2013                              | Буркина-Фасо                                | 1:1                                         | —                                           | Финальные матчи КАН-2013                    |
| 15                                          | 9 февраля 2013                              | Мали                                        | 1:3                                         | —                                           | Финальные матчи КАН-2013                    |
| 16                                          | 16 июня 2013                                | Лесото                                      | 2:0                                         | 1                                           | Отборочные матчи ЧМ-2014                    |
| 17                                          | 14 августа 2013                             | Турция                                      | 2:2                                         | —                                           | Товарищеский матч                           |
| 18                                          | 6 сентября 2013                             | Замбия                                      | 2:1                                         | —                                           | Отборочные матчи ЧМ-2014                    |
| 19                                          | 10 сентября 2013                            | Япония                                      | 1:3                                         | —                                           | Товарищеский матч                           |
| 20                                          | 15 октября 2013                             | Египет                                      | 6:1                                         | 1                                           | Отборочные матчи ЧМ-2014                    |
| 21                                          | 5 марта 2014                                | Черногория                                  | 0:1                                         | —                                           | Товарищеский матч                           |
| 22                                          | 31 мая 2014                                 | Нидерланды                                  | 0:1                                         | —                                           | Товарищеский матч                           |
| 23                                          | 9 июня 2014                                 | Республика Корея                            | 4:0                                         | 1                                           | Товарищеский матч                           |
| 24                                          | 16 июня 2014                                | США                                         | 1:2                                         | —                                           | Финальные матчи ЧМ-2014                     |
| 25                                          | 21 июня 2014                                | Германия                                    | 2:2                                         | —                                           | Финальные матчи ЧМ-2014                     |
| 26                                          | 26 июня 2014                                | Португалия                                  | 1:2                                         | —                                           | Финальные матчи ЧМ-2014                     |
| 27                                          | 6 сентября 2014                             | Уганда                                      | 1:1                                         | —                                           | Отборочные матчи КАН-2015                   |
| 28                                          | 10 сентября 2014                            | Того                                        | 2:1                                         | 1                                           | Отборочные матчи КАН-2015                   |
| 29                                          | 11 октября 2014                             | Гвинея                                      | 1:1                                         | —                                           | Отборочные матчи КАН-2015                   |
| 30                                          | 15 ноября 2014                              | Уганда                                      | 0:1                                         | —                                           | Отборочные матчи КАН-2015                   |
| 31                                          | 18 ноября 2014                              | Того                                        | 3:1                                         | —                                           | Отборочные матчи КАН-2015                   |
| 32                                          | 19 января 2015                              | Сенегал                                     | 1:2                                         | —                                           | Финальные матчи КАН-2015                    |
| 33                                          | 23 января 2015                              | Алжир                                       | 1:0                                         | —                                           | Финальные матчи КАН-2015                    |
| 34                                          | 27 января 2015                              | ЮАР                                         | 2:1                                         | —                                           | Финальные матчи КАН-2015                    |
| 35                                          | 1 февраля 2015                              | Гвинея                                      | 3:0                                         | 2                                           | Финальные матчи КАН-2015                    |
| 36                                          | 5 февраля 2015                              | Экваториальная Гвинея                       | 3:0                                         | —                                           | Финальные матчи КАН-2015                    |
| 37                                          | 8 февраля 2015                              | Кот-д’Ивуар                                 | 0:0                                         | —                                           | Финальные матчи КАН-2015                    |
| 38                                          | 28 марта 2015                               | Сенегал                                     | 1:2                                         | —                                           | Товарищеский матч                           |
| 39                                          | 31 марта 2015                               | Мали                                        | 1:1                                         | —                                           | Товарищеский матч                           |
| 40                                          | 8 июня 2015                                 | Того                                        | 1:0                                         | —                                           | Товарищеский матч                           |
| 41                                          | 5 сентября 2015                             | Руанда                                      | 1:0                                         | —                                           | Отборочные матчи КАН-2017                   |

Итого: 41 матч / 8 голов; 21 победа, 9 ничьих, 11 поражений.

## Достижения

### Командные
«Порту»
- Чемпион Португалии: 2012/13
- Обладатель Суперкубка Португалии: 2012

Сборная Ганы
- Финалист Кубка африканских наций: 2015

### Личные
- Лучший игрок Кубка африканских наций: 2015